# Eudocima phalonia
Eudocima phalonia (Synonym Eudocima fullonia (Clerck, 1764)) ist ein in tropischen Gebieten vorkommender Schmetterling (Nachtfalter) aus der Familie der Eulenfalter (Noctuidae).

## Merkmale

### Falter
Die Flügelspannweite der Falter beträgt 75 bis 100 Millimeter.

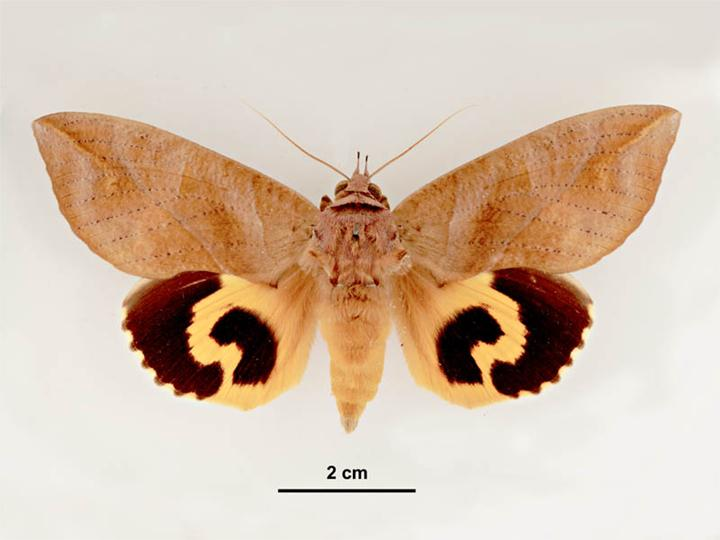
Oberseite Männchen

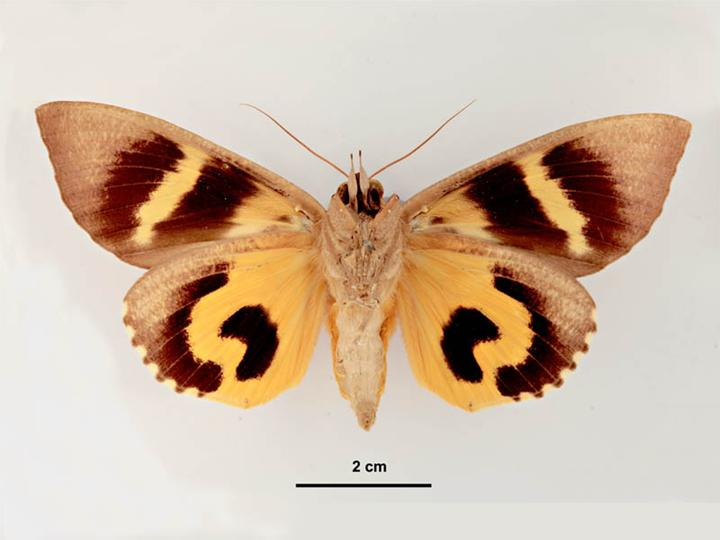
Unterseite Männchen

Zwischen den Geschlechtern besteht ein deutlicher Sexualdimorphismus. Während die etwas größeren Weibchen eine in verschiedenen Brauntönen gehaltene, marmorierte Vorderflügeloberseite zeigen, ist diese bei den Männchen fast zeichnungslos dunkelbraun oder hell rotbraun bis ockerfarben gefärbt. Außerdem hebt sich nur bei den Weibchen ein weißlicher pfeilförmiger Fleck in der Diskalregion ab. Hingegen zeigen die Männchen einen sehr dünnen hellbraunen Streifen, der vom Apex bis in die Mitte des Innenrandes verläuft. Nahe der Basalregion ist bei beiden Geschlechtern eine zahnförmige Ausstülpung am Innenrand zu erkennen. Die Hinterflügeloberseite hat bei beiden Geschlechtern eine kräftig gelbe bis orangegelbe Farbe und wird von einem breiten schwarzen Saumband begrenzt. Über dem Analwinkel hebt sich ein großer kommaförmiger Fleck ab. Auf den bei beiden Geschlechtern nahezu identisch gefärbten Flügelunterseiten scheinen die Zeichnungen der Hinterflügeloberseiten in abgeschwächter Form hindurch. Die Vorderflügelunterseiten zeigen ein von breiten schwarzbraunen Binden eingefasstes gelbliches Band auf hellbraunem Grund. Die kurzen Palpi sind an der Spitze blau gefärbt. Der Thorax ist mit dichten Haarbüscheln versehen. 
Der Saugrüssel ist zu einem skelettierten und mit Widerhaken versehenen Stechrüssel umgebildet, mit dem die Schale von Früchten durchbohrt werden kann. Im englischen Sprachgebrauch wird die Art deshalb als Common Fruit-piercing Moth (Gemeiner Früchte anstechender Nachtschmetterling) bezeichnet.
Viele Eudochima-Arten sind anhand äußerer Merkmale nur schwer voneinander zu unterscheiden. Eine sichere Bestimmung kann mittels einer genitalmorphologischen Untersuchung erfolgen.

### Raupe, Puppe

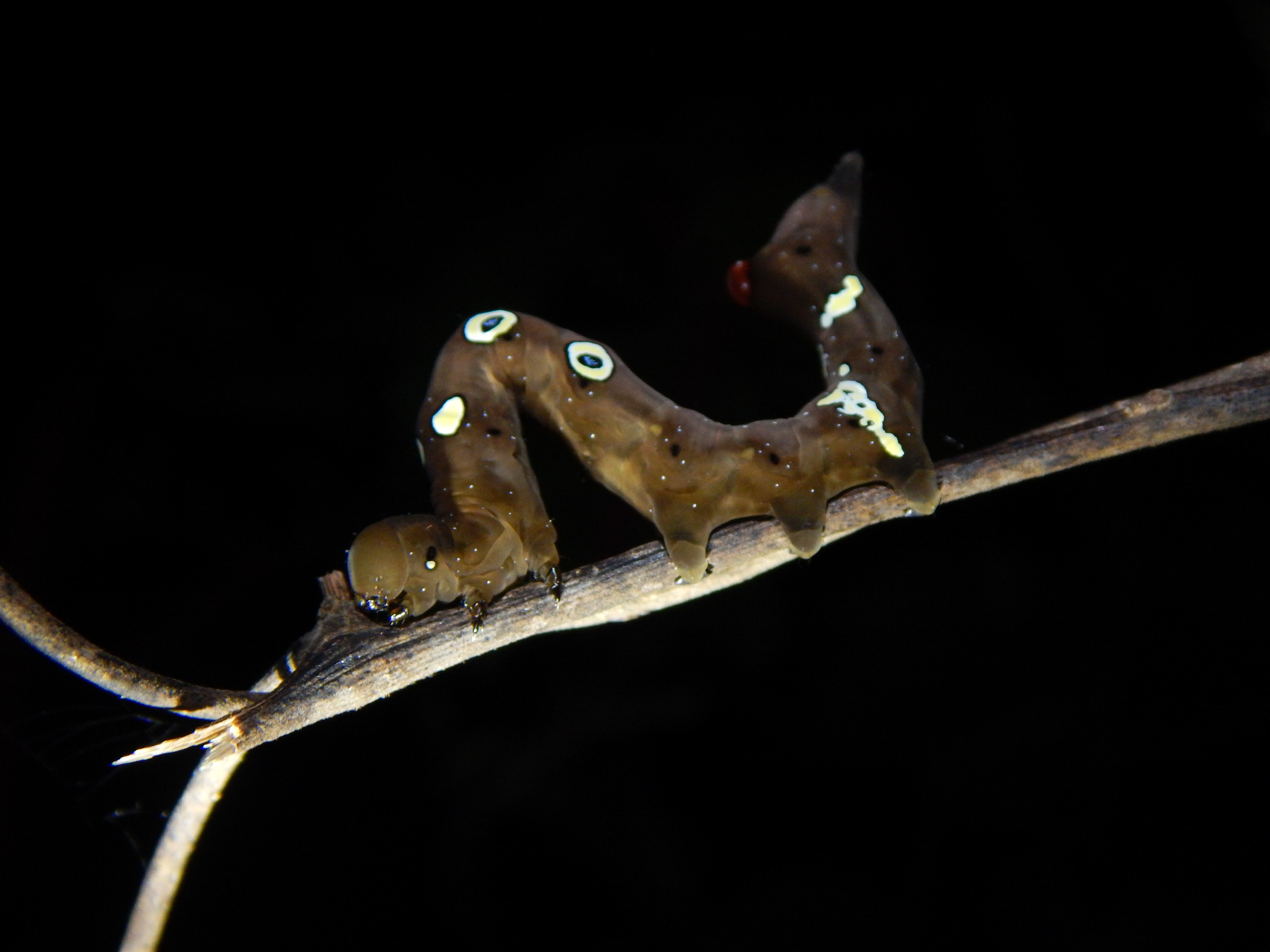
Raupe

Ausgewachsene Raupen haben eine dunkelbraune bis schwarze Grundfarbe. Sie sind mit weißen Flecken sowie zuweilen mit weiteren orangefarbenen Flecken auf beiden Seiten eines jeden Segments versehen. Sie haben außerdem zwei weiße, schwarz gekernte Augenflecke auf jeder Seite des zweiten und dritten Körpersegments. Bei Gefahr nehmen sie eine Abwehrhaltung ein. Dabei krümmen sie den Kopf, präsentieren die Augenflecke deutlich und heben gleichzeitig die hintersten Segmente an. Die Puppe hat eine glänzend rotbraune Farbe, eine Länge von etwa 30 Millimetern und wird in einem aus Seidenfäden gesponnenen Kokon zwischen Blättern geschützt.

## Verbreitung und Lebensraum
Das Verbreitungsareal von Eudocima phalonia umfasst tropische Gebiete in Afrika südlich der Sahara, im Südosten Asiens sowie in Australien. Die Art kommt auf dem amerikanischen Kontinent nicht vor, wurde jedoch auf Hawaii nachgewiesen. In Obstanbaugebieten tritt sie zuweilen schädlich auf.

## Lebensweise

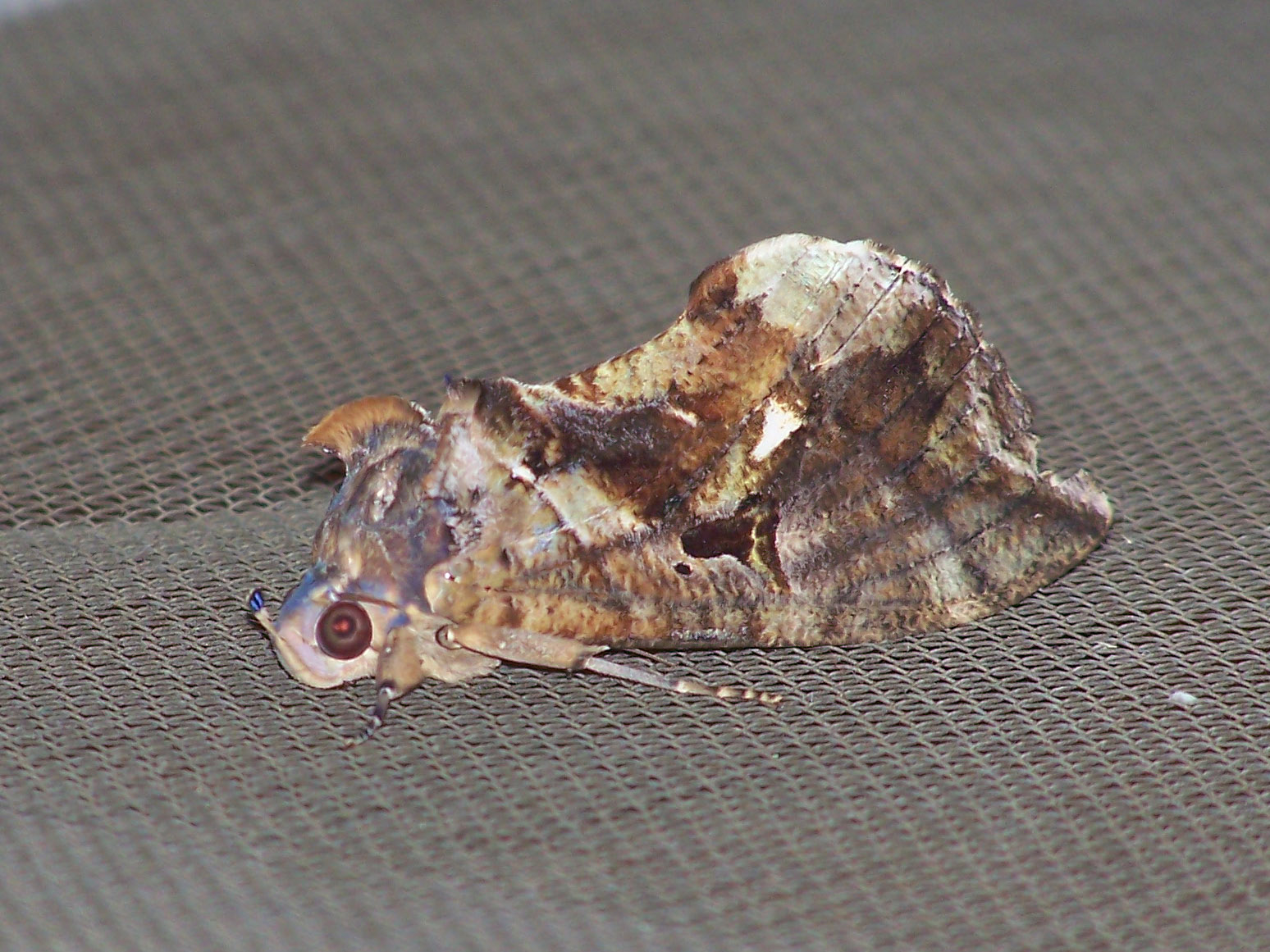
Weibchen in Ruhestellung

Die nachtaktiven Falter sind das ganze Jahr hindurch anzutreffen, schwerpunktmäßig in den Monaten März, Juli und Oktober. Sie besuchen nachts künstliche Lichtquellen. Als Nahrung dient den Faltern der Saft von Früchten, die sie mit ihrem skelettierten Saugrüssel anstechen. Die Eier werden in großen Spiegeln an der Unterseite der Blätter der Nahrungspflanze abgelegt. Die Raupen ernähren sich u. a. von den Blättern der zu den Hülsenfrüchtlern (Fabaceae) zählenden Korallenbäumen (Erythrina) sowie von Mondsamengewächsen (Menispermaceae).

## Agrarschädling
Wenn Schmetterlingsarten als Agarschädling auftreten, sind in den überwiegenden Fällen deren Raupen für die Schäden verantwortlich. Im vorliegenden Fall sind hingegen die Imagines die Verursacher der Schädigungen in Obst- und Gemüseanbaugebieten. Die von ihnen zur Nahrungsaufnahme angestochenen Früchte sind für den Verkauf nicht mehr geeignet, da Saft ausläuft und sich außerdem Bakterien an den Läsionen einnisten. Somit müssen die Früchte von den Obstbauern als unverkäuflich entsorgt werden. Bei den besuchten Nahrungsquellen sind die Falter nicht sehr wählerisch und es wurde der Befall an den Früchten von einer Vielzahl verschiedenen Arten gemeldet, dazu zählen Zitrusfrüchte, Bananen, Pfirsiche, Pflaumen, Tomaten, Äpfel, Birnen, Feigen, Auberginen und Weintrauben.  Weiterer Befall wurde u. a. auch an Mango, Kiwi, Ananas, Melone, Litschi, Guaven, Papaya, Kaki, Carambola und Longan ermittelt. Bei Versuchen auf Sarawak wurde festgestellt, dass nach einer Behandlung der Früchte mit landwirtschaftlich genutztem Mineralöl (Horticultural Mineral Oil) sowie mit dem zu den Insektiziden zählendem Dimethoat ein deutlicher Schutz erreicht wurde. Andere Überlegungen zur Reduzierung der Schädlinge betrafen den Schutz der Obstbäume durch Netze, was sich jedoch wegen der Größe der Obstplantagen als nicht sinnvoll erwies. Auch die Vernichtung der Präimaginalstadien ließ sich großtechnisch nicht darstellen, da die Nahrungspflanzen zumeist zerstreut und in erheblicher Entfernung zu den Plantagen liegen. Eine weitere Überlegung betraf das Anlocken der Falter mittels Lichtfallen. Ach diese Maßnahme wurde verworfen, da die dazu nötige Infrastruktur meist nicht zur Verfügung steht und die Kosten für die elektrische Energie in keinem Verhältnis zum Erfolg stehen. Das Absammeln der Falter während des Saugens mit Handnetzen bringt nur lokale Erfolge. Als weitere Optionen, die zukünftig noch intensiv untersucht werden müssen, gelten die Verwendung von Pheromonfallen sowie der Einsatz von Parasiten zur Bekämpfung der ersten Stände.